# Jonas Sundell
Jonas Sundell, född 10 oktober 1802 i Lövångers socken, död 12 september 1867 i Hedvig Eleonora församling, Stockholm. Han var verksam som musikinstrumentmakare 1839-1867 i Stockholm.

## Biografi
1834 var han gesäll hos musikinstrumentmakaren Pehr Rosenwall i Klara församling, Stockholm. 1842 flyttade familjen till Klara församling. 1860 var familjen bosatta på kvarteret Träsket i Adolf Fredriks församling, Stockholm. Sundell avled 12 september 1867 i Hedvig Eleonora församling, Stockholm.
Han var gift med Anna Dorothea (född 1808).